# 威廉森縣 (德克薩斯州)
威廉森縣（英語：Williamson County）位美国德克萨斯州中部的一個縣，面積2,939平方公里。根据2020年美國人口普查，共有人口60萬9,017人。縣治喬治城（Georgetown）。該郡成立於1848年3月13日，縣政府成立於8月7日，縣名紀念歷任德克萨斯共和国國會議員、德克萨斯州议会議員的羅伯特·麥卡爾平·威廉森。